# Eloi Imaniraguha
Eloi Imaniraguha, född 1 januari 1995, är en rwandisk simmare.
Imaniraguha tävlade för Rwanda vid olympiska sommarspelen 2016 i Rio de Janeiro, där han blev utslagen i försöksheatet på 50 meter frisim. Vid olympiska sommarspelen 2020 i Tokyo slutade Imaniraguha på 55:e plats på 50 meter frisim och blev utslagen i försöksheatet.